# HANGRY&ANGRY
Hangry & Angry是於2008年成立的日本視覺系女性音樂組合，成員為二名前早安少女組的成員吉澤瞳（Hangry）及石川梨華（Angry）。組合是和一間同名的原宿時尚商店HANGRY&ANGRY Harajuku合作，以有助於銷售商店的各种产品，包括毛绒玩具、文具和衣服等等。

## 概要
- 時裝設計師h.NAOTO作為品牌人物「HANGRY&ANGRY」的製作者及相關的協辦單位。組合的服裝也是由h.NAOTO製作。
- 2008年10月，於MySpace先行公開組合的樂曲和相片，只用了4日就突破了10萬瀏覽次數。更於翌月達成MySpace Japan史上最快的100萬瀏覽次數。
- 2008年11月19日，迷你專輯「Kill Me Kiss Me」於日本、美國及南韓同時發行。
- 不只在日本國內活動，也在2009年4月西雅圖舉辦的「Sakura-con」活動中初次於美國亮相，備受矚目。
- 組合的名稱有二種，於公式網頁及博客等中被寫成「HANGRY&ANGRY」，但平時作為組合使用的標誌時則是「hANGRY&ANGRY」。

## HANGRY&ANGRY的原形
最初當向媒體公佈這個新組合並發佈音樂專輯「Sadistic Dance」的人物造型時，那時侯"擔任HANGRY&ANGRY的2人"究竟是誰被認為是一個謎。但是，緊接之後有很多歌迷都從2人的姿態和歌聲悟出真身是誰，即便在真身明确之前在两人的活动中也有很多歌迷拿着hANGRY ＆ ANGRY的玩偶前往。因為這個緣故，石川梨華在講話活動中公開說「HANGRY&ANGRY兩人是我的朋友。」尽可能作为他人来活动。
但由兩人的原形被正式發表之前，在日本国外举行的HANGRY&ANGRY活动却大多从一开始就写明了吉澤瞳、石川梨華的名字，这个所谓“神秘组合”的设定似乎只在日本有效。

### 專輯
| #   | 名稱            | 發行日期       | 類型         |
| --- | --------------- | -------------- | ------------ |
| 0.5 | Kill Me Kiss Me | 2008年11月19日 | Mini         |
| 1   | Sadistic Dance  | 2009年11月18日 | Studio album |

### 單曲
| # | 名稱           | 發行日期      |
| - | -------------- | ------------- |
| 1 | Sadistic Dance | 2009年4月11日 |

## 相關連結
- 公式網頁
- 官方 MySpace (日) （页面存档备份，存于）
- 官方 MySpace (美) （页面存档备份，存于）
- Official american release site* JapanFiles.com（页面存档备份，存于）

1. ↑  .   [2009-10-27]. （原始内容存档于2018-10-02）.
2. ↑  .   [2009-10-27]. （原始内容存档于2019-05-06）.